# چینی‌دد
چینی‌دد (نام علمی: Sinotherium) نام یک سرده از تیره کرگدن است.